# كاتسويا كوندو
كاتسويا كوندو (باليابانية: 近藤勝也؛ بالكانا: こんどう かつや) هو رسام رسوم متحركة وفنان ومخرج رسوم متحركة ومنتج أفلام ومانغاكا وشاعر ياباني، ولد في 2 يونيو 1963 في نيهاما في اليابان.

## وصلات خارجية
- كاتسويا كوندو على موقع IMDb (الإنجليزية)
- كاتسويا كوندو على موقع ميوزك برينز (الإنجليزية)
- كاتسويا كوندو على موقع قاعدة بيانات الفيلم (الإنجليزية)
- كاتسويا كوندو على موقع ANN person (الإنجليزية)